# Lasianobia lauta
Lasianobia lauta là một loài bướm đêm trong họ Noctuidae.